# Alina Astafei
Alina Astafei (født 7. juni 1969 i Bukarest) er en tidligere højdespringer, der først repræsenterede Rumænien, fra 1995 Tyskland. Hendes personlige rekorder lyder på 2,01 m (udendørs) og 2,04 m (indendørs). Hendes bedste resultater i internationale konkurrencer omfatter en sølvmedalje fra OL 1992 i Barcelona, sølvmedalje ved VM i 1995 og bronze ved VM i 1997 samt guldmedalje ved indendørs-VM i Barcelona 1995.